# シグノ (企業)
株式会社シグノ（シグノ、英: SIGNO Co., Ltd.）は、東京都港区南青山にあるアーティストエージェント、制作プロダクションである。

## 概要
広告企画制作、販促ツール制作、デザイン全般、WEB制作、国内外セレブリティキャスティング、イベント演出、メディアプランニングなど行う総合プロダクションとして2000年に設立された。
特にファッションに強く、一般広告にも対応している。関連会社との連携により、ワンストップで全てが行える総合プロダクション。また国内外を問わず活躍するフォトグラファー・メイクアップ・ヘアーアーティスト・スタイリスト、アートディレクターのマネージメントを行う。2008年より国際部を設け海外アーティストのRepやダイレクトブッキングも行われている。
関連事務所として、外国人招聘モデル、日本人＆ハーフモデル、アーティスト・文化人のマネージメントを行う株式会社 ボン イマージュがある。

## 主な所属アーティスト
フォトグラファー
- レスリー・キー
- 五十嵐隆裕
- ISAC
- 伊藤大介
- 内山拓也
- 岡部太郎
- 小川健太郎
- 勝間田大揮
- 鏑木穣
- 川崎一真
- 久野美怜
- 坂田帆海
- 佐々木俊
- 佐々木慎一
- 笹口悦民
- 関根慶明
- DAISUKE SASAKI
- 恒川修平
- 中山京汰郎
- NAMIKO KITAURA
- Nicci Keller
- Nobuko Baba
- 平松真帆
- 增田勝行
- 宗像恭子
- 村山元一
- 室岡小百合
- 八木淳
- RYOHEI OBAMA
- 小川 貴弘 (in New York)
- Cecy Young (in Paris)

スタイリスト
- 入江陽子
- 宇和島英恵
- SOHEI YOSHIDA
- 竹内大海
- YOSHI MIYAMASU

プロップスタイリスト
- 宇和島英恵
- 竹内大海

ヘアメイク
- 勝健太郎
- 星隆士
- 美舟 / MIFUNE NAKAMINE
- Mio

ヘア
- EIJI KADOTA
- KIYO IGARASHI
- Takayuki Shibata
- CHINATSU
- TETSU
- Tetsuya Yamakata
- hanjee (make on request)
- OLIVIER (in Paris)

メイク
- AKIKO SAKAMOTO
- ITSUKI
- 耕 万理子
- CHIFUMI
- Mai Kodama
- MISUZU MIYAKE (in New York)

アートディレクター
- 泉谷和範

フィルムメーカー/コラージュアーティスト
- 五反田和樹

クリエイティブデザイナー
- 桜井ひかり